# 2S1グヴォズジーカ 122mm自走榴弾砲
2S1グヴォズジーカ 122mm 自走榴弾砲（2S1グヴォズジーカ 122ミリじそうりゅうだんほう、ロシア語: 2С1 «Гвоздика»、軍名称：SO-122）は、ソビエト連邦の自走砲である。
グヴォズジーカとは“カーネーション”の意。

## 概要
2S3と並ぶソビエト連邦軍初の本格的な自走榴弾砲である。1960年代半ばに開発が始められ、1971年に配備が開始された。1974年のポーランドでの軍事パレードで初めて公式に公開され、西側諸国では確認された年から取って「M1974 SPG」の名称で呼ばれ、後に判明した軍の装備名からSO-122の名称が与えられている。
機甲部隊に随伴して迅速に支援火力を与えることを主目的として開発され、水上浮航能力を初めとして高い機動性能を持つ車両となっている。反面、高度な射撃統制装置は持たず、主砲も牽引砲をほぼそのまま搭載したに等しいもので、最大射程、発射速度共に特に秀でた点はない。車体、砲塔共に幅が広い代わりに背の低いデザインは自走砲としては車内高が足りず、装填作業に支障がある上に砲が大きな仰角を取れないために長距離射程を確保できない、という問題点があったという。しかし、構造が単純で信頼性は高く、機甲部隊の支援火力を一挙に自走化する、という目的には充分なものであった。
1990年頃までに約1万両が生産され、ポーランドやブルガリアではライセンス生産が行われた他、本車をベースとした派生車両が開発されている。
ソビエト本国以外にも旧ワルシャワ条約機構諸国や中東諸国などに広く輸出されており、旧式化が進んでいるが未だに多数の国で現役である。

## 構造

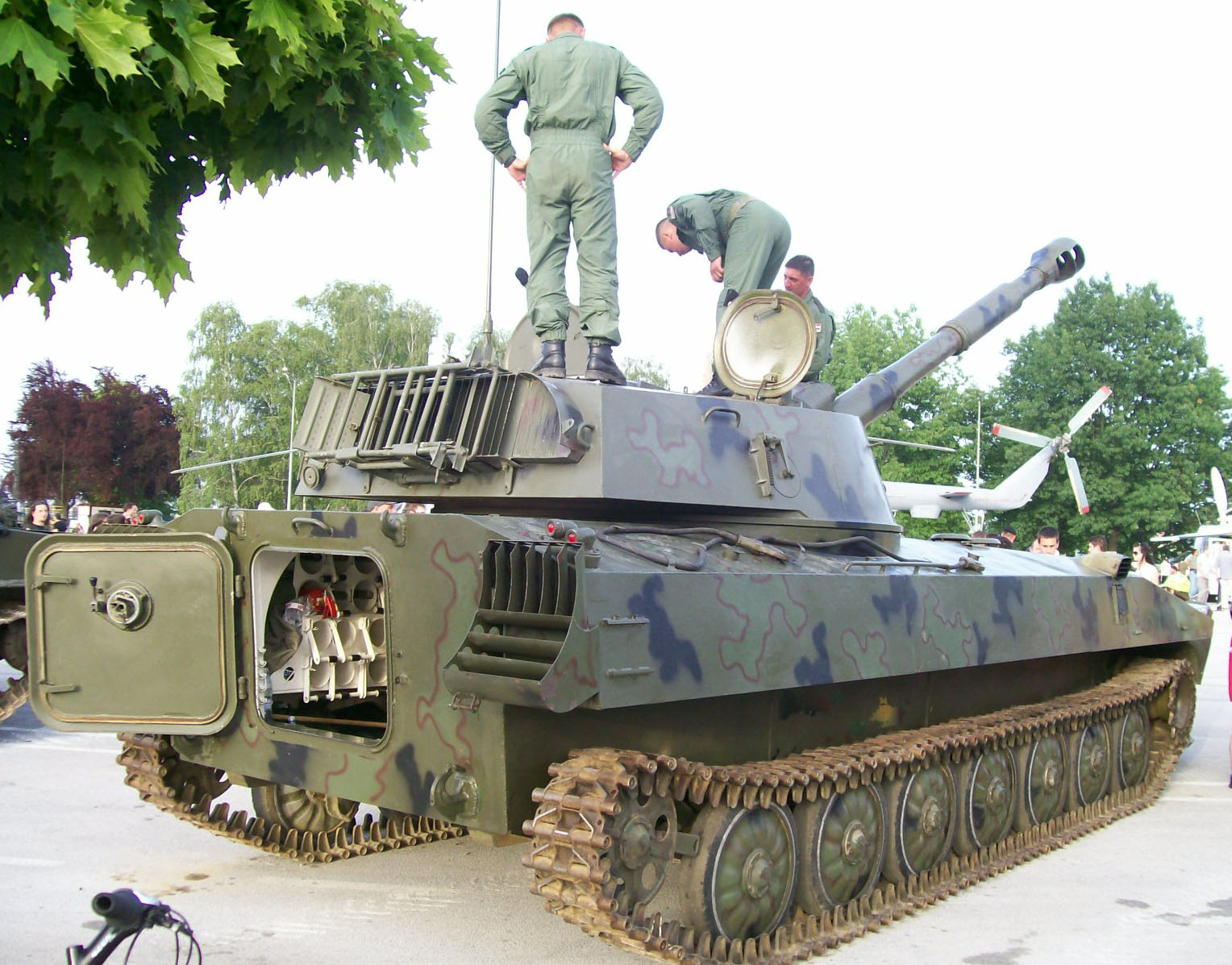
2S1の後部
車体後面ハッチが開かれ、車内には弾薬ラックが見える

車内配置は前部に機関室と操縦室、後部に砲塔および戦闘室となっており、原型のMT-LBの兵員室にそのまま砲塔を搭載したにほぼ等しい配置である。
幅が広く前後に長い車体はMT-LB汎用装甲車の基礎設計を流用したもので、浮航性を持ち、履帯で水を掻くことによる水上航行が可能である。車体前面には展開式の波切板を持つ他、車体後部、履帯部の後端のフェンダーは水流を整えて推進効率を上げるためにスリット状のものになっており、普段は上部に135度反転させる形で収納されている。また、車体側面前部に装着する水上航行時用のフェンダーカバーがあり、これは普段は砲塔後面に収納されている。
車体後部の密閉式砲塔は360度旋回可能で、搭載砲のD-30(2A18)牽引式榴弾砲（38口径122mm）を基にした2A31榴弾砲（36口径122mm）は分離薬筒式で最大射程は15.2km（破片榴弾の場合）、装填補助装置があるものの基本的には装填は手動であり、2名の装填手が行う。発射速度は毎分2発となる。通常使用される OF-462 破片榴弾（重量21.7kg）の他に、緊急時の直接戦闘用に BK-6M 成形炸薬弾（装甲貫徹力460mm）も準備されている。近年にはレーザー誘導式のRAP（ロケットアシスト弾）であるキトロフ2も開発されたが、高価であるためかあまり配備されていない模様である。
車内には弾頭と装薬それぞれ40発分が搭載されている。車体後面には片開き式のハッチがあり、ここから直接弾薬の補充を受けることができる。車体後面ハッチから給弾した場合は発射速度は毎分4発となる。
同時代のソビエト軍のドクトリンからNBC環境下行動能力と夜間行動能力は必須とされており、NBC防護装置と操縦手および車長用に赤外線暗視装置を装備している。

## 採用国
※ - 2009年現在
- アルジェリア - 140両※
- アンゴラ
- アルメニア - 10両※
- アゼルバイジャン - 2024年時点で、アゼルバイジャン陸軍が68両の2S1を保有[2]。
- ボスニア・ヘルツェゴビナ - 24両※
- ベラルーシ - 246両※
- ブルガリア - 2024年時点で、ブルガリア陸軍が48両の2S1を保有[3]。
- キューバ - 40両※
- クロアチア - 2024年時点で、クロアチア陸軍が8両の2S1を保有[4]。
- エリトリア - 12両※
- エチオピア
- フィンランド - 72両※(122 PsH 74の名称で使用)
- ジョージア - 2024年時点で、ジョージア陸軍が20両の2S1を保有[5]。
- ハンガリー - 153両※
- イラン - 60両※
- イラク -
- カザフスタン - 60両（2023年時点）[6]
- キルギス - 18両（2023年時点）[7]

- リビア - 130両※
- ポーランド - 373両※
- ルーマニア - 6両※
- 南オセチア
- セルビア - 79両※
- スロバキア - 1両※
- シリア - 400両※
- タジキスタン - 3両（2023年時点）[8]
- トルクメニスタン - 2024年時点で、トルクメニスタン陸軍が40両の2S1を保有[9]。
- ウクライナ - 600両※
- ウルグアイ - 2024年時点で、ウルグアイ陸軍が6両の2S1を保有[10]。
- ウズベキスタン - 18両（2023年時点）[11]
- ベトナム
- イエメン - 25両※
- ジンバブエ - 12両
- インド - 110両
- ロシア - 
  - - 陸軍2780両
  - - 海軍歩兵95両
  - - 国境警備隊90両※
- アメリカ合衆国 - 研究・訓練用に少数

## 登場作品
2S1は多くの国で多数が用いられている割に映像に登場することは少ないが、1998年に製作されたアメリカのTV映画である『プライベート・ソルジャー』（原題：『When Trumpets Fade』）に、ドイツ軍戦車として外装を改造したものが登場している。これはロケ地であるハンガリー軍の装備車両を借用して撮影用に現地改造したものである。